# Autoroute A147 (France)
L'autoroute A147 est un projet français d'autoroute censé doubler la route nationale 147 entre Limoges et Poitiers, en région Nouvelle-Aquitaine. Proposé en 2018 par des élus et entrepreneurs des territoires traversés, il est étudié par les autorités en 2022, avant d'être abandonné l'année suivante.
La défense de ce projet s'inscrit dans les conséquences de l'abandon du projet de ligne ferroviaire à grande vitesse entre Poitiers et Limoges.

## Historique

### Contexte
La route nationale 147 relie les communes de Migné-Auxances (Vienne), à 6 km au nord-ouest de Poitiers, et Couzeix (Haute-Vienne), à 8 km au nord-ouest de Limoges, sur environ 125 km de long.
C'est un maillon de la Route Centre Europe Atlantique, dont elle constitue un des prolongements occidentaux. Plusieurs travaux d'aménagement ont permis la déviation de certains bourgs importants, comme Bellac en 2007-2008 (section à deux voies avec créneaux à trois voies) ou Fleuré en 2011 (section à quatre voies). Au début des années 2020, il existe plusieurs autres projets d'aménagement, consistant en la création de créneaux de dépassement (Berneuil et Chamboret) ou la mise en place de déviation (nord de Couzeix, Lussac-les-Châteaux), dont les études sont inscrites au contrat de plan État-Région.
Cette route est jugée particulièrement accidentogène.

### Projet d'A147
Il est soutenu par un collectif d'entrepreneurs et par les chambres consulaires de la Haute-Vienne (Chambre de commerce et d'industrie de Limoges et de la Haute-Vienne, Chambre d'agriculture, Chambre de métiers et de l'artisanat),, réunis en association à partir de février 2018.

#### Concertation publique (2022)
Une concertation préalable du public est organisée du 4 janvier au 20 mars 2022, pour recueillir les avis sur le projet.
Le projet rencontre un grand nombre d'oppositions, d'ordre financier et territorial.

#### Abandon (2023)
En février 2023, le ministre des Transports Clément Beaune fait part à France 3 Limousin de son scepticisme quant à la pertinence du projet, mettant en avant les alternatives ferroviaires (modernisation de la ligne POLT) comme routières. Ces annonces suscitent le mécontentement des promoteurs du projet ; Pierre Massy, président de l'association de promotion, évoque une « occasion manquée » et estime que le lobbying des élus de la Vienne a rendu indéfendable l'idée d'une autoroute allant jusqu'à Limoges.

## Le projet
Le projet prévoit la construction d'une autoroute concédée à 2 x 2 voies de 110,4 km, avec 8 échangeurs, pour un coût d'un milliard d'euros entre le sud-est de Poitiers et le nord-ouest de Limoges. La mise en service serait effectuée en 2030. Les ouvrages d’art les plus longs seraient réalisés ou maintenus à 2 x 1 voie, avec une vitesse de 90 km/h. Le péage serait en flux libre, avec un système de portique.